# Vantanea depleta
Vantanea depleta är en tvåhjärtbladig växtart som beskrevs av G. Mcpherson. Vantanea depleta ingår i släktet Vantanea och familjen Humiriaceae. Inga underarter finns listade i Catalogue of Life.